# Нелятский сельсовет
Нелятский сельсовет — низшая административно-территориальная единица в Каларском районе Читинской области РСФСР. Административный центр — с. Неляты (с 1932), с. Бахтарнак (1929—1932).
Исполком Нелятского сельского Совета депутатов трудящихся был создан в 1929 году.
До сентября 1938 года входил в состав Витимо-Олёкминского (Эвенкийского) национального округа с окружным центром в с. Калакан. С созданием в 1938 году Каларского района, вошёл в его состав.
Сельский Совет по состоянию на 1932 год осуществлял руководство хозяйственно-культурной жизнью сёл Неляты, Бахтарнак, Догопчан, Сюльбан, Гулинга, Спицыно, Якутский Каменный.
На территории сельсовета в 1929 году был организован колхоз «Красный Маяк» (в с. Бахтарнак), переименованный позднее в колхоз «Красный Бульчут» (сс. Бахтарнак, Сюльбан), колхоз Новый путь (сс. Догопчан, Гулинга, Спицыно). В 1944 году был организован новый колхоз «Победа» (с. Сюльбан). После войны все три колхоза были объединены в один колхоз «Новый путь», который в 1960-х объединен с колхозом «Красный таёжник» с. Кюсть Кемда Чарского сельсовета).